# جوزيف نغوينيا
جوزيف نغوينيا (بالإنجليزية: Joseph Ngwenya)‏ هو لاعب كرة قدم زيمبابوي في مركز الهجوم، ولد في 30 مارس 1981 في بلومتري ‏ في زيمبابوي. شارك مع منتخب زيمبابوي لكرة القدم. أما مع النوادي، فقد لعب مع أنطاليا سبور وبيتسبورغ ريفرهوندز ودي.سي. يونايتد وريتشموند كيكرز وكولومبوس كرو ولوس أنجلوس غلاكسي وهيوستن دينامو.

## وصلات خارجية
- جوزيف نغوينيا على موقع الدوري الأمريكي (الإنجليزية)
- جوزيف نغوينيا على موقع قاعدة بيانات كرة القدم.إي يو (الإنجليزية)
- جوزيف نغوينيا على موقع ناشيونال فوتبول تيمز (الإنجليزية)
- جوزيف نغوينيا على موقع Soccerway.com (الإنجليزية)
- جوزيف نغوينيا على موقع عالم كرة القدم.نت (الإنجليزية)